# Powiat Gotha
Powiat Gotha (niem. Landkreis Gotha) – powiat w niemieckim kraju związkowym Turyngia. Siedzibą powiatu jest Gotha.

## Podział administracyjny
W skład powiatu Gotha wchodzi:
- pięć miast (Stadt)
- cztery gminy wiejskie (Landgemeinde)
- sześć gmin (Gemeinde)
- dwie wspólnoty administracyjne (Verwaltungsgemeinschaft)

Miasta:
| Lp. | Nazwa miasta     | Ludność (31 grudnia 2019) | Powierzchnia km² |
| --- | ---------------- | ------------------------- | ---------------- |
| 1   | Friedrichroda    | 7.275                     | 36,90            |
| 2   | Gotha            | 45.733                    | 69,52            |
| 3   | Ohrdruf          | 9.784                     | 113,60           |
| 4   | Tambach-Dietharz | 4.276                     | 41,54            |
| 5   | Waltershausen    | 12.973                    | 61,20            |

Gminy:
| Lp. | Nazwa gminy      | Ludność (31 grudnia 2018) | Powierzchnia km² |
| --- | ---------------- | ------------------------- | ---------------- |
| 1   | Georgenthal      | 8.040                     | 79,17            |
| 2   | Hörsel           | 4.753                     | 70,46            |
| 3   | Nesse-Apfelstädt | 5.939                     | 39,47            |
| 4   | Nessetal         | 7.999                     | 91,53            |

Gminy wiejskie:
| Lp. | Nazwa gminy   | Ludność (31 grudnia 2018) | Powierzchnia km² |
| --- | ------------- | ------------------------- | ---------------- |
| 1   | Bad Tabarz    | 4.045                     | 21,15            |
| 2   | Drei Gleichen | 8.283                     | 84,62            |
| 3   | Emleben       | 759                       | 10,98            |
| 4   | Luisenthal    | 1.341                     | 30,59            |
| 5   | Schwabhausen  | 736                       | 9,37             |
| 6   | Sonneborn     | 1.173                     | 16,47            |

Wspólnoty administracyjne:
| Lp. | Nazwa wspólnoty administracyjnej | Ludność (31 grudnia 2018) | Powierzchnia km² | Liczba gmin |
| --- | -------------------------------- | ------------------------- | ---------------- | ----------- |
| 1   | Fahner Höhe                      | 7.206                     | 78,51            | 5           |
| 2   | Nesseaue                         | 5.674                     | 80,89            | 9           |

## Zmiany administracyjne
- 31 grudnia 2013
  - przyłączenie gminy Emsetal do miasta Waltershausen
- 6 lipca 2018
  - połączenie gminy Günthersleben-Wechmar z gminą Drei Gleichen
- 1 stycznia 2019
  - rozwiązanie wspólnoty administracyjnej Mittleres Nessetal
  - przyłączenie gmin Crawinkel, Gräfenhain i Wölfis do miasta Ohrdruf
- 31 grudnia 2019
  - rozwiązanie wspólnoty administracyjnej Apfelstädtaue
- 1 stycznia 2024
  - przyłączenie gminy Herrenhof do gminy Georgenthal